# Biometrický pas
Biometrický pas (také e-pas, ePas nebo digitální pas) je klasický cestovní pas se zabudovaným mikročipem. Čip obsahuje biometrické údaje, které lze použít k ověření totožnosti držitele pasu. Pas používá technologii bezkontaktních čipových karet a obsahuje antény (jak pro napájení čipu, tak pro komunikaci), které jsou umístěny v deskách pasu anebo v datové stránce.
Pasy s biometrickými údaji jsou celosvětově označeny na titulní stránce logem , označujícím přítomnost čipu. Důležitá data jsou, spolu s čipem, umístěna na polykarbonátové (plastové) stránce. Místo klasického tisku je použita technologie, tzv. laserového gravírování, kterou je obličej držitele zobrazen černobíle (barevné zobrazení obličeje je uloženo v čipu).

Na deskách biometrického pasu je obvykle vytištěn tento symbol.

## Přesnější a bezpečnější
Většina vyspělých zemí se vydala cestou biometrických pasů. Biometrické údaje je těžké zfalšovat a také elektronické uložení do čipu je drahé a obtížné napodobit, protože k autentizaci dat je použita infrastruktura veřejného klíče (PKI). Tento druh pasů vydávalo v prosinci 2008 60 států, k červnu 2017 již došlo ke zvýšení na 120 států.
Standardně používaná biometrie pro tento typ identifikačního systému jsou rozpoznávání tváře, rozpoznávání otisků prstů a rozpoznávání duhovky.
Biometrické údaje v dokladech mají sloužit výlučně k ověření pravosti cestovního dokladu a k ověření totožnosti občana. I to však může znamenat v případě pochybnosti povinnost strpět například sejmutí ověřovacích otisků. Min. vnitra ČR tvrdí, že české pasy splňují doporučení EU, tzv. Basic Access Control, což chrání data před rozkódováním bez příslušného elektronického klíče. V případě e-pasu toto řešení zabraňuje přístupu k datům při zavřeném e-pasu (myšleno zavřené pasové knížce). Data z čipu lze přečíst až tehdy, když je pas otevřen a je načtena strojově čitelná zóna. Něco jiného je ale detekovat čip, to je možné i na vzdálenost několika metrů.
Vlastnosti dokumentů a čipů jsou popsány v dokumentu 9303 Mezinárodní organizace pro civilní letectví (ICAO). ICAO definuje formáty biometrických záznamů a komunikační protokoly, které mohou být použity v cestovních pasech. Kvalitu fotografií, tedy významné znaky, světelnost, barevnost a rozlišení údajně asi 400 dpi, hlídá software ICAO Check. Uložení biometrických údajů v bezkontaktním čipu zabere minimálně 32 kilobajtů paměti EEPROM a používá rozhraní v souladu s mezinárodní normou ISO/IEC 14443.

## Česká republika
Podrobné informace o vydávání cestovních pasů ČR občanům včetně lhůt a poplatků jsou na stránkách Ministerstva vnitra.
Biometrickými údaji jsou v ČR digitální zobrazení obličeje a otisky prstů občana. Podpis se také digitalizuje a přenese do cestovního pasu.

### Právní úprava
- Zákon č. 329/1999 Sb., o cestovních dokladech,
- Vyhláška č. 400/2011 Sb., kterou se provádí zákon o občanských průkazech a cestovních dokladech
- Vyhláška č. 415/2006 Sb., o pořízení a zpracování biometrických údajů obsažených v cestovním dokladu

Legislativu doplňuje správní řád 500/2004 Sb., zákon 634/2004 Sb. o správních poplatcích a přestupkový 250/2016 Sb.

### Historie
9.2006první ePasy v ČR (obličej). Společně s projektem Cestovní doklady s biometrickými prvky (CDBP) vzniká stejnojmenný systém, o kterém Min. vnitra neposkytuje žádné informace.
2–4.2009přidány otisky prstů. Velvyslanectví USA natočilo v češtině video propagující ePasy.
7.2011Ministerstvo vnitra pořizuje a uchovává i biometrické údaje cizinců z průkazů pro cizince ze třetích zemí, kteří žádají o povolení k trvalému nebo dlouhodobému pobytu. Shromažďování údajů má oporu v nařízení EU.
6.2012Děti dosud zapsané v cestovním pasu rodičů již musí mít vlastní pas.

## Slovensko
Slovenský biometrický pas se vydává od ledna 2008. K digitálnímu obrazu tváře jsou od roku 2009 přidávány otisky prstů. Pasy mají různé barvy obalu podle jejich držitele. Na zadní straně pasu je reliéf Evropy s vyznačenými obrysy Slovenska. První strana pasu obsahuje text Európska únia, Slovenská republika a Cestovný pas. Na vnitřní straně obalu je graficky zobrazený Kriváň a panorama nábřeží Dunaje v Bratislavě s Bratislavským hradem a budovou Národní rady SR.